# NewPOP Editora
NewPOP Editora é uma editora brasileira especializada em mangás, comics, novels e variantes, fundada em janeiro de 2007 por Junior Fonseca.
A editora se destaca pelas obras de caráter mais alternativo, lançamentos de mangás brasileiros, várias adaptações de outras obras e light novels. Além do conteúdo diferenciado, a editora também utiliza formatos e acabamentos de maior qualidade (se comparado às outras editoras brasileiras), com páginas em papel offset e coloridas e miolo costurado em todas as edições.
Atualmente é inquestionavelmente a editora que trabalha com a maior quantidade de gêneros, sendo praticamente a única que lança continuamente séries yaoi, yuri, hentai, light novel, gekigá, 4-koma, clássicos, manhwas, webtoons e obras brasileiras.
O lema da editora é "Uma alternativa a todos", mas desde a atualização do design do site o slogan sumiu. Também possui uma mascote oficial, a POP-chan.

## Histórico e Destaques
A editora foi fundada por Junior Fonseca em janeiro de 2007, seu lançamento de estreia foi a obra "1945" em fevereiro durante o evento Anime Dream 2007. Sua próxima publicação veio em junho do mesmo ano, em parceria com a editora Lumus que na época também era nova no mercado e estava lançado dois manhwas ("Priest" e "Planet Blood"). Juntas lançaram dois quadrinhos coreanos (manhwas) da autora Sang-Sun Park: "Tarot Café" (2007) e "Ark Angels" (2008). Também em 2008 a editora passou a trabalhar com obras da editora norte-americana Tokyopop, licenciando e publicando "Grimms Mangá", "Dark Metrô" e "Doors of Chaos". A parceria continuou em 2009 com o lançamento de "Vampire Kisses - Laços de Sangue" e "Os Caças Fantasmas". Além disso algumas outras obras foram licenciada através da Tokyopop, como "Amar e ser Amado".
Foi em 2009 que a editora voltou a trabalhar com publicações japonesas através da editora Gentosha, tendo licenciado uma porção de seus títulos, como "1 Litro de Lágrimas", "El Alamein e Outras Batalhas", "Kanpai!", "Shinshoku Kiss", "God Save The Queen", "Made in Heaven" e "Figure Maker". Além disso, a partir de 2010, a editora passou a trabalhar com o autor Osamu Tezuka, tendo lançado no passar dos anos "Metrópolis", "Dororo", "Kimba", "Crime e Castigo", "Os filhos de Safiri" e "Don Dracula". Nesse período, lançou também o mangá brasileiro "Zucker", o comic "Warcraft: Death Knight", algumas OELs e lançou 3 novels, uma coreana de "Tarot Café" e duas japonesas de "Gravitation". Sua próxima novidade foi em 2011, quando a editora inovou ao lançar seu primeiro boy's love (yaoi): "Blood Honey", o primeiro explícito no Brasil. Outro destaque do ano foi o lançamento de "K-On!", que mais tarde teria suas continuações também lançadas.
Contudo, durante 2011 até meados de 2012 a editora teve pouquíssimos lançamentos e foi alvo de muitas críticas, principalmente em relação a sua periodicidade, falta de lançamentos e grande lista de "futuros". Foi só em julho de 2012 que a editora voltou com tudo, tendo lançado livros, mangás e graphic novels da coleção "Vertigo Crime" da DC, entre eles "Dong Xoai" de Joe Kubert e "Minha Madrinha Bruxa" de Jill Thompson. Começou também a trabalhar com o famoso grupo japonês CLAMP, que até então era lançado apenas pela editora JBC.
A editora lançou ainda mais em 2013, dando continuidade aos lançamentos do CLAMP (inclusive dois de seus novels) e de Tezuka, além da publicação das Graphic Novels "Eu Mato Gigantes" e "Hush Hush", lançamento do livro "1 Litro de Lágrimas" e publicação de "Puella Magi Madoka Magica" e "Street Fighter Alpha", este último sendo o primeiro dos muitos baseado em games da editora. Além de investir em quadrinhos estrangeiros, a NewPOP também investiu em HQ nacionais estilo mangá, como "Helena" do Studio Seasons e Hansel & Gretel de Douglas MCT, Rafi Bluebunny e Fred Hildebrand. Em 2014, outro marco, a editora passou a lançar também mangás Hentais pela primeira vez no Brasil (sendo que anteriormente em 2011 tinha lançado "Blood Honey", também de teor erótico), além de dar continuidade a suas outras linhas, inclusive a de novels e games.
A partir de 2015 a editora passou a divulgar mais lançamentos e a estar mais presente em eventos, até mesmo fora de São Paulo, tendo sido um dos anos de mais lançamentos, tanto de novos títulos quanto de volumes. Ainda em novembro de 2015, editora promoveu um evento próprio em São Paulo, chamado de NewPOP Day que perdura até os dias de hoje.
Ainda em 2015, a editora lançou a primeira Light Novel, nos moldes originais, no Brasil, com a publicação de "No Game No Life". Essa inovação deu frutos e nos anos seguintes a editora continuou a trazer LNs ao Brasil como: "Re:Zero", "Toradora!", "Shakugan no Shana", "Fate/Zero", "K", "Morte" e "Log Horizon". Em 2018, após 3 anos de monopólio, as competidoras JBC e Panini anunciaram suas próprias séries de Light Novel, mas que ainda caminham de foram restrita. Um pouco antes, em 2017, a editora publicou a primeira série Yuri no Brasil, tendo lançado dois volumes únicos, "Sunset Orange" e "Philosophia", e posteriormente anunciado a publicação de "Citrus" e "Me Apaixonei pela Vilã". Foi nesse ano também que criou-se o selo de Light Novels da editora.
Embora mais ativa, até 2017 a editora ainda possuía uma periodicidade instável, com o início de 2018 e mudança de política a editora passou a ter periodicidades mais consistentes e maior presença nas redes sociais e eventos paulistas. Mas em 2019 várias séries pararam e foram colocadas em hiato, a lista de "futuros" da editora também foi muito criticada, alguns de seus anúncios fazendo vários aniversários.
Em 2020 a editora reviveu o segmento de webtoon coreano no Brasil trazendo o segundo título do gênero: "Solo Leveling". O primeiro anteriormente publicado foi "Surtada na Dieta" pela Conrad em 2016, mas que foi descontinuado. O lançamento do quadrinho acabou bem recebido e chegou a ocupar a primeira posição do TOP 100 dos mais vendidos tanto em Mangá HQs, Mangás e Graphic Novels quanto em Livros da Amazon.
Em 2021, por conta da pandemia, o NewPOP Day se tornou NewPOP Week, consistindo de uma semana inteira de lives e palestras digitais com convidados e membros da editora pelo seu canal do YouTube. Durante esse evento, a editora falou sobre sua grande lista de lançamentos futuros e se comprometeu a aumentar a quantidade de lançamentos e diminuir consideravelmente as pendências, embora tenha anunciados muitas outras novas obras também, dentre elas uma novel yuri, BLs, HQ nacionais, quadrinhos coreanos e mais. Além das obras, anunciou dois novos selos: Pride e Xogum.

## Mangáse semelhantes
2007
| Mês lançado | Obra                                         | Autor           | Brasil    | Volumes | País Original | Volumes |
| ----------- | -------------------------------------------- | --------------- | --------- | ------- | ------------- | ------- |
| Fevereiro   | 1945                                         | Keiko Ichiguchi | Concluído | 1       | Concluído     | 1       |
| Setembro    | Tarot Café (em parceria com a Lumus Editora) | Sang-Sun Park   | Concluído | 7       | Concluído     | 7       |

2008
| Mês lançado | Obra           | Autor                                 | Brasil    | Volumes | País Original | Volumes |
| ----------- | -------------- | ------------------------------------- | --------- | ------- | ------------- | ------- |
| Janeiro     | Grimms Mangá   | Kei Ishiyama                          | Concluído | 1       | Concluído     | 1       |
| Agosto      | Dark Metrô     | Calen Tokyo (Roteiro) Yoshiken (Arte) | Concluído | 3       | Concluído     | 3       |
| Outubro     | Doors of Chaos | Ryouko Mitsuki                        | Concluído | 3       | Parado        | 3       |

2009
| Mês lançado | Obra                                                 | Autor                                             | Brasil    | Volumes | País Original | Volumes |
| ----------- | ---------------------------------------------------- | ------------------------------------------------- | --------- | ------- | ------------- | ------- |
| Fevereiro   | Vampire Kisses (Laços de Sangue)                     | Ellen Schreiber e Elisa Kwon (Roteiro) REM (Arte) | Concluído | 3       | Concluído     | 3       |
| Março       | Ark Angels (em parceria com a Lumus Editora)         | Sang-Sun Park                                     | Concluído | 3       | Concluído     | 3       |
| Julho       | Grimms Mangá - Novas Histórias                       | Kei Ishiyama                                      | Concluído | 1       | Concluído     | 1       |
| Julho       | Mach GoGoGo ↳ Speed Racer                            | Tatsuo Yoshida                                    | Concluído | 2       | Concluído     | 2       |
| Outubro     | El Alamein no Shinden ↳ El Alamein e Outras Batalhas | Yukinobu Hoshino                                  | Concluído | 1       | Concluído     | 1       |
| Dezembro    | 1 Litre no Namida ↳ 1 Litro de Lágrimas              | Aya Kitou (Roteiro) Kita (Arte)                   | Concluído | 1       | Concluído     | 1       |
| Dezembro    | Kimi no Unaji ni Kanpai! ↳ Kanpai!                   | Maki Murakami                                     | Concluído | 2       | Concluído     | 2       |

2010
| Mês lançado | Obra                                                    | Autor                                                                          | Brasil    | Volumes | País Original | Volumes |
| ----------- | ------------------------------------------------------- | ------------------------------------------------------------------------------ | --------- | ------- | ------------- | ------- |
| Janeiro     | Shinshoku Kiss                                          | Kazuko Higashiyama                                                             | Concluído | 2       | Concluído     | 2       |
| Abril       | Fushigi no Kuni no Alice ↳ Alice no País das Maravilhas | Sakura Kinoshita                                                               | Concluído | 1       | Concluído     | 1       |
| Julho       | Hollow Fields                                           | Madeleine Rosca                                                                | Concluído | 3       | Concluído     | 3       |
| Agosto      | Metrópolis                                              | Osamu Tezuka                                                                   | Concluído | 1       | Concluído     | 1       |
| Outubro     | Domo Mangá                                              | Clint Bickham e Jared Hodges (Roteiro) Lindsay Cibos, Sonia Leong e REM (Arte) | Concluído | 1       | Concluído     | 1       |
| Outubro     | Dororo                                                  | Osamu Tezuka                                                                   | Concluído | 4       | Concluído     | 4       |
| Outubro     | Joou no Hyakunen Misshitsu ↳ God Save The Queen         | Hiroshi Mori (Roteiro) Yuka Suzuki (Arte)                                      | Concluído | 1       | Concluído     | 1       |
| Outubro     | Zucker                                                  | Studio Seasons                                                                 | Concluído | 1       | Concluído     | 1       |
| Dezembro    | Hetalia: Axis Powers                                    | Hidekaz Himaruya                                                               | Concluído | 6       | Concluído     | 6       |

2011
| Mês lançado | Obra                             | Autor           | Brasil    | Volumes | País Original | Volumes |
| ----------- | -------------------------------- | --------------- | --------- | ------- | ------------- | ------- |
| Maio        | Blood Honey                      | Sakyou Yosakura | Concluído | 1       | Concluído     | 1       |
| Junho       | Aishi Aisare. ↳ Amar e Ser Amado | Yukari Yashiki  | Concluído | 1       | Concluído     | 1       |
| Julho       | K-On!                            | Kakifly         | Concluído | 4       | Concluído     | 4       |

2012
| Mês lançado | Obra                                     | Autor                                   | Brasil    | Volumes | País Original | Volumes |
| ----------- | ---------------------------------------- | --------------------------------------- | --------- | ------- | ------------- | ------- |
| Junho       | Pandora (A Namorada do Death Jr.)        | Hai!                                    | Concluído | 1       | Concluído     | 1       |
| Outubro     | Made in Heaven                           | Ami Sakurai e Yukari Yashiki            | Concluído | 2       | Concluído     | 2       |
| Outubro     | Red Garden                               | GONZO (Roteiro) Kirihito Ayamura (Arte) | Concluído | 4       | Concluído     | 4       |
| Outubro     | Watashi no Suki na Hito ↳ A Pessoa Amada | CLAMP                                   | Concluído | 1       | Concluído     | 1       |

2013
| Mês lançado | Obra                                             | Autor             | Brasil    | Volumes | País Original | Volumes |
| ----------- | ------------------------------------------------ | ----------------- | --------- | ------- | ------------- | ------- |
| Fevereiro   | Shin Shunkaden ↳ Shunkaden                       | CLAMP             | Concluído | 1       | Concluído     | 1       |
| Abril       | Jungle Taitei ↳ Kimba – O Leão Branco            | Osamu Tezuka      | Concluído | 3       | Concluído     | 3       |
| Junho       | Gate 7                                           | CLAMP             | Alcançou  | 4       | Parado        | 4       |
| Julho       | Tsumi to Batsu ↳ Crime e Castigo                 | Osamu Tezuka      | Concluído | 1       | Concluído     | 1       |
| Agosto      | Futago no Kishi ↳ Os Filhos de Safiri            | Osamu Tezuka      | Concluído | 1       | Concluído     | 1       |
| Agosto      | Niju Menso ni Onegai!! ↳ O Homem de Várias Faces | CLAMP             | Concluído | 2       | Concluído     | 2       |
| Agosto      | Puella Magi Madoka Magica                        | Hanokage          | Concluído | 3       | Concluído     | 3       |
| Novembro    | Figure Maker                                     | Matsuoka Okada    | Concluído | 1       | Concluído     | 1       |
| Dezembro    | K-On! College ↳ K-ON! Faculdade                  | Kakifly           | Concluído | 1       | Concluído     | 1       |
| Dezembro    | Street Fighter Zero ↳ Street Fighter Aplha       | Nakahira Masahiko | Concluído | 2       | Concluído     | 2       |

2014
| Mês lançado | Obra                              | Autor                                                        | Brasil    | Volumes | País Original | Volumes |
| ----------- | --------------------------------- | ------------------------------------------------------------ | --------- | ------- | ------------- | ------- |
| Abril       | K-On! High School ↳ K-ON! Colégio | Kakifly                                                      | Concluído | 1       | Concluído     | 1       |
| Maio        | Corpse Party: Musume              | Makoto Kedouin (Roteiro) Mika Orie (Arte)                    | Concluído | 3       | Concluído     | 3       |
| Junho       | Puella Magi Oriko Magica          | Kuroe Mura                                                   | Concluído | 2       | Concluído     | 2       |
| Julho       | Cos Kanojo ↳ Cosplay Kanojo       | Hiroshi Itaba                                                | Concluído | 1       | Concluído     | 1       |
| Julho       | Helena                            | Studio Seasons                                               | Concluído | 1       | Concluído     | 1       |
| Julho       | Loveless                          | Yun Kouga                                                    | Parado    | 7       | Parado        | 13      |
| Agosto      | Azumanga Daioh                    | Azuma Kiyohiko                                               | Concluído | 4       | Concluído     | 4       |
| Agosto      | Usagi Drop                        | Yumi Unita                                                   | Concluído | 10      | Concluído     | 10      |
| Setembro    | Battle Royale: Angels' Border     | Koushun Takami (Roteiro) Mioko Ohnishi e Youhei Oguma (Arte) | Concluído | 1       | Concluído     | 1       |
| Setembro    | Street Fighter: Sakura Ganbaru!   | Nakahira Masahiko                                            | Concluído | 2       | Concluído     | 2       |

2015
| Mês lançado | Obra                                                                                         | Autor                                             | Brasil    | Volumes | País Original | Volumes |
| ----------- | -------------------------------------------------------------------------------------------- | ------------------------------------------------- | --------- | ------- | ------------- | ------- |
| Janeiro     | No Game No Life (mangá)                                                                      | Yū Kamiya (Roteiro) Mashiro Hiiragi (Arte)        | Alcançou  | 2       | Parado        | 2       |
| Fevereiro   | Croquis                                                                                      | Hinako Takanaga                                   | Concluído | 1       | Concluído     | 1       |
| Março       | Drug-On                                                                                      | Misaki Saitou                                     | Concluído | 5       | Concluído     | 5       |
| Março       | No.6                                                                                         | Atsuko Asano (Roteiro) Hinoki Kino (Arte)         | Concluído | 9       | Concluído     | 9       |
| Março       | Puella Magi Madoka Magica: The Different Story                                               | Hanokage                                          | Concluído | 3       | Concluído     | 3       |
| Abril       | Sekai ga Cake ni Naru Kakuritsu ↳ Impulse                                                    | Tomoyuki Enoki                                    | Concluído | 1       | Concluído     | 1       |
| Maio        | Don Drácula                                                                                  | Osamu Tezuka                                      | Concluído | 3       | Concluído     | 3       |
| Junho       | Puella Magi Oriko Magica: Outra História                                                     | Kuroe Mura                                        | Concluído | 1       | Concluído     | 1       |
| Julho       | 5 Centimeters per Second ↳ 5 Centímetros por Segundo                                         | Makoto Shinkai (Roteiro) Yukiko Seike (Arte)      | Concluído | 2       | Concluído     | 2       |
| Julho       | Heart no Kuni no Alice ↳ Alice Hearts                                                        | QuinRose (Roteiro) Soumei Hoshino (Arte)          | Concluído | 6       | Concluído     | 6       |
| Julho       | Puella Magi Kazumi Magica: The Innocent Malice ↳ Puella Magi Kazumi Magica: Malícia Inocente | Masaki Hiramatsu (Roteiro) Takashi Tensugi (Arte) | Concluído | 5       | Concluído     | 5       |
| Agosto      | Kamisama Onegai!                                                                             | Junta Mio                                         | Concluído | 1       | Concluído     | 1       |
| Dezembro    | Calling                                                                                      | Miu Otsuki                                        | Concluído | 1       | Concluído     | 1       |

2016
| Mês lançado | Obra                                     | Autor                                            | Brasil    | Volumes | País Original | Volumes |
| ----------- | ---------------------------------------- | ------------------------------------------------ | --------- | ------- | ------------- | ------- |
| Julho       | Helter Skelter                           | Kyoko Okazaki                                    | Concluído | 1       | Concluído     | 1       |
| Julho       | Kotonoha no Niwa ↳ O Jardim das Palavras | Makoto Shinkai (Roteiro) Midori Motohashi (Arte) | Concluído | 1       | Concluído     | 1       |
| Julho       | Log Horizon                              | Mamare Touno (Roteiro) Kazuhiro Hara (Arte)      | Alcançou  | 1       | Parado        | 1       |
| Agosto      | Daten no Tsuki ↳ Fallen Moon             | Toui Hasumi                                      | Concluído | 1       | Concluído     | 1       |
| Agosto      | Hansel & Gretel                          | Douglas MCT (Roteiro) Rafi de Sousa (Arte)       | Parado    | 1       | Previsto      | 2       |

2017
| Mês lançado | Obra                                           | Autor                                          | Brasil    | Volumes | País Original | Volumes |
| ----------- | ---------------------------------------------- | ---------------------------------------------- | --------- | ------- | ------------- | ------- |
| Janeiro     | Corpse Party: Another Child                    | Makoto Kedouin (Roteiro) Shunsuke Ogata (Arte) | Concluído | 3       | Concluído     | 3       |
| Fevereiro   | Jisatsu Circle ↳ Suicide Club                  | Usamaru Furuya                                 | Conluído  | 1       | Concluído     | 1       |
| Fevereiro   | Pinocchio ↳ Pinóquio                           | Osamu Tezuka                                   | Concluído | 1       | Concluído     | 1       |
| Abril       | Koe no Katachi ↳ A Voz do Silêncio             | Yoshitoki Ōima                                 | Concluído | 7       | Concluído     | 7       |
| Maio        | Great Teacher Onizuka (GTO)                    | Tōru Fujisawa                                  | Concluído | 25      | Concluído     | 25      |
| Junho       | Kuchibiru ni Suketa Orange ↳ Sunset Orange     | Rokuroichi                                     | Concluído | 1       | Concluído     | 1       |
| Julho       | Puella Magi Madoka Magica: The Rebellion Story | Hanokage                                       | Concluído | 3       | Concluído     | 3       |

2018
| Mês lançado | Obra                                     | Autor                                                             | Brasil        | Volumes | País Original | Volumes |
| ----------- | ---------------------------------------- | ----------------------------------------------------------------- | ------------- | ------- | ------------- | ------- |
| Janeiro     | No Game No Life, desu!                   | Yū Kamiya (Roteiro) Mashiro Hiiragi (Arte)                        | Concluído     | 4       | Concluído     | 4       |
| Janeiro     | Philosophia                              | Shuninta Amano                                                    | Concluído     | 1       | Concluído     | 1       |
| Fevereiro   | Eroman no Hoshi ↳ A Estrela do Hentai    | Morihito Kanehira                                                 | Concluído     | 2       | Concluído     | 2       |
| Fevereiro   | Mahou Shoujo Suzune Magica               | Gan                                                               | Concluído     | 3       | Concluído     | 3       |
| Março       | Girls & Panzer                           | Girls & Panzer Seisaku linkai (Roteiro) Ryouichi Saitaniya (Arte) | Concluído     | 4       | Concluído     | 4       |
| Março       | Velvet Kiss                              | Chihiro Harumi                                                    | Concluído     | 4       | Concluído     | 4       |
| Junho       | Happiness                                | Shūzō Oshimi                                                      | Concluído     | 10      | Concluído     | 10      |
| Julho       | Made in Abyss                            | Akihito Tukushi                                                   | Em Publicação | 11      | Em publicação | 13      |
| Agosto      | Shin Takarazima ↳ A Nova Ilha do Tesouro | Osamu Tezuka                                                      | Concluído     | 1       | Concluído     | 1       |
| Outubro     | Niji no Prelude ↳ Prelúdio do Arco-íris  | Osamu Tezuka                                                      | Concluído     | 1       | Concluído     | 1       |
| Novembro    | Shakugan no Shana                        | Yashichiro Takahashi (Roteiro) Ayato Sasakura (Arte)              | Parado        | 3       | Concluído     | 10      |
| Dezembro    | Citrus                                   | Saburouta                                                         | Concluído     | 10      | Concluído     | 10      |
| Dezembro    | Dia Game                                 | Kotora Byaku                                                      | Concluído     | 1       | Concluído     | 1       |

2019
| Mês lançado | Obra                                                                            | Autor                                             | Brasil    | Volumes | País Original | Volumes     |
| ----------- | ------------------------------------------------------------------------------- | ------------------------------------------------- | --------- | ------- | ------------- | ----------- |
| Janeiro     | Joy                                                                             | Etsuko                                            | Concluído | 1       | Concluído     | 1           |
| Janeiro     | Kanojo to Kanojo no Neko ↳ Ela e o seu gato                                     | Makoto Shinkai (Roteiro) Tsubasa Yamaguchi (Arte) | Concluído | 1       | Concluído     | 1           |
| Janeiro     | Manga Daigaku ↳ Faculdade de Mangá                                              | Osamu Tezuka                                      | Concluído | 1       | Concluído     | 1           |
| Abril       | Hirune Hime: Shiranai Watashi no Monogatari ↳ Napping Princess                  | Kenji Kamiyama (Roteiro) Hana Ichika (Arte)       | Concluído | 2       | Concluído     | 2           |
| Julho       | Little Knight                                                                   | Nimoda Ai                                         | Concluído | 1       | Concluído     | 1           |
| Novembro    | Devilman                                                                        | Go Nagai                                          | Concluído | 2       | Concluído     | 2 (orig. 5) |
| Dezembro    | Torikago no Reijin ↳ Beldade Presa na Gaiola                                    | Yuya Kirimi                                       | Concluído | 1       | Concluído     | 1           |
| Dezembro    | My Lesbian Experience with Loneliness ↳ Minha Experiência Lésbica com a Solidão | Kabi Nagata                                       | Concluído | 1       | Concluído     | 1           |

2020
| Mês lançado | Obra                                                                          | Autor                                                 | Brasil    | Volumes        | País Original | Volumes                 |
| ----------- | ----------------------------------------------------------------------------- | ----------------------------------------------------- | --------- | -------------- | ------------- | ----------------------- |
| Fevereiro   | Café Kichijoji de ↳ No Café Kichijouji                                        | Kyoko Negishi (Roteiro) Yuki Miyamoto (Arte)          | Concluído | 3 + 1 especial | Concluído     | 3 + 1 especial          |
| Abril       | Cutie Honey                                                                   | Go Nagai                                              | Concluído | 1              | Concluído     | 1 (orig. 2)             |
| Maio        | Given                                                                         | Natsuki Kizu                                          | Concluído | 9              | Concluído     | 9                       |
| Julho       | Solo Leveling                                                                 | Gi So-Ryeong Jang Sung-Rak (DUBU) Chu-Gong (Original) | Cancelado | 5              | Em publicação | 5                       |
| Julho       | Shishi ↳ A Besta                                                              | Hideki Mori                                           | Concluído | 1              | Concluído     | 1                       |
| Outubro     | Koe no Katachi – Edição definitiva ↳ A Voz do Silêncio                        | Yoshitoki Oima                                        | Concluído | 4              | Concluído     | 4 (orig. 7 + guidebook) |
| Outubro     | Joy Second                                                                    | Etsuko                                                | Concluído | 1              | Concluído     | 1                       |
| Dezembro    | Shukujo no Himegoto – Onna-tachi no Toshi Densetsu ↳ Mulheres e Seus Segredos | Takeshi Ohmi                                          | Concluído | 1              | Concluído     | 1                       |

### 2021
| Mês lançado | Obra                                                                       | Autor                                            | Brasil        | Volumes | País Original | Volumes     |
| ----------- | -------------------------------------------------------------------------- | ------------------------------------------------ | ------------- | ------- | ------------- | ----------- |
| Março       | Space Battleship Yamato ↳ Patrulha Espacial Yamato                         | Leiji Matsumoto                                  | Concluído     | 1       | Concluído     | 1 (orig. 3) |
| Maio        | Kamen Rider                                                                | SHOTARO ISHInoMORI                               | Concluído     | 3       | Concluído     | 3 (orig. 4) |
| Maio        | Isle of Dogs ↳ Ilha dos Cachorros                                          | Minetaro Mochizuki                               | Concluído     | 1       | Concluído     | 1           |
| Maio        | Rei de Lata                                                                | Jefferson Ferreira                               | Em Publicação | 6       | Em Publicação | --          |
| Maio        | On or Off                                                                  | A1                                               | Em Publicação | 4       | Em publicação | 4           |
| Maio        | Fumetsu no Anata e (To Your Eternity) ↳ Uma Vida Imortal                   | Yoshitoki Oima                                   | Em Publicação | 13      | Em publicação | 23          |
| Julho       | Zero no Tsukaima                                                           | Noboru Yamaguchi (Roteiro) Nana Mochizuki (Arte) | Concluído     | 7       | Concluído     | 7           |
| Setembro    | Ai gaarukara OSU! ↳ Porque o Amor Existe!                                  | Katoh Susu                                       | Concluído     | 1       | Concluído     | 1           |
| Setembro    | Friendship Lover                                                           | Ohira You                                        | Concluído     | 1       | Concluído     | 1           |
| Setembro    | Hidamari Starlight ↳ Os Feixes de Luz                                      | Ichikawa Ichi                                    | Concluído     | 1       | Concluído     | 1           |
| Setembro    | Junku & Ai, Together for 7 Years ↳ O Sétimo Ano do Amor Puro               | Fujitani Youko                                   | Concluído     | 1       | Concluído     | 1           |
| Setembro    | Osananajimi Joushi ni Fall in love ↳ Meu Chefe é o Meu Amigo de Infância?! | Hakoishi Tammy                                   | Concluído     | 1       | Concluído     | 1           |
| Setembro    | Outsider Communication                                                     | Tsuno Natsume                                    | Concluído     | 1       | Concluído     | 1           |
| Setembro    | Records of Ragnarok ↳ Shuumatsu no Valkyrie                                | Shinya Umemura, Takumi Fukui, Ajichika           | Em Publicação | 12      | Em publicação | 23          |
| Setembro    | Sunao na Hinekurebana ↳ A Flor Ranzinza e Sincera                          | Aobe Mahito                                      | Concluído     | 1       | Concluído     | 1           |
| Novembro    | Houseki no Kuni ↳ Terra das Gemas                                          | Haruko Ichikawa                                  | Em Publicação | 10      | Concluído     | 13          |
| Novembro    | The King of Fighters – A New Beginning                                     | Kyotaro Azuma                                    | Concluído     | 6       | Concluído     | 6           |
| Dezembro    | Lebre e Coelho                                                             | Alec                                             | Concluído     | 2       | Concluído     | 2           |
| Dezembro    | The Hellbound – Profecia do Inferno                                        | Yeon Sang-ho; Choi Gyu-seok                      | Concluído     | 2       | Concluído     | 2           |

### 2022
| Mês lançado   | Obra                                            | Autor                            | Brasil        | Volumes | País Original | Volumes    |
| ------------- | ----------------------------------------------- | -------------------------------- | ------------- | ------- | ------------- | ---------- |
| Janeiro       | Ganbare! Nakamura-kun!! ↳ Força, Nakamura!!     | Syundei                          | Concluído     | 1       | Concluído     | 1          |
| Janeiro       | Links                                           | Natsuki Kizu                     | Concluído     | 1       | Concluído     | 1          |
| Fevereiro     | Kamen Rider Black                               | SHOTARO ISHInoMORI               | Concluído     | 3       | Concluído     | 6          |
| Março         | Hyperventilation                                | Bboungbbangkkyu                  | Concluído     | 1       | Concluido     | 1          |
| Março         | Umibe no Étranger ↳ Estranho à Beira-Mar        | Kanna Kii                        | Concluído     | 1       | Concluído     | 1          |
| Março         | As Flores do Mal ↳ Aku no Hana                  | Shuzo Oshimi                     | Concluído     | 11      | Concluído     | 11         |
| Abril - Maio  | Cavaleiros do Zodíaco - Episódio G              | Megumu Okada e Masami Kurumada   | Em publicação | 4       | Concluído     | 20         |
| Abril - Maio  | Mazinger Z                                      | Go Nagai                         | Concluído     | 3       | Concluído     | 3          |
| Abril - Maio  | Homura’s Revenge                                | Kawazukuu e Masugitune           | Concluído     | 2       | Concluído     | 2          |
| Abril - Maio  | Fireworks                                       | Makoto Fuugetsu e Shunji Iwai    | Concluído     | 2       | Concluído     | 2          |
| Abril - Maio  | Jovens Sagrados                                 | Hikaru Nakamura                  | Em publicação | 5       | Em publicação | 21         |
| Abril - Maio  | Mari no Kanaderu Ongaku ↳ A música de Mari      | Usamaru Furuya                   | Concluído     | 1       | Concluído     | 1          |
| Junho - Julho | Dante Shinkyoku ↳ Divina Comédia                | Go Nagai                         | Concluído     | 2       | Concluído     | 2          |
| Junho - Julho | Boy meets Maria                                 | PEYO                             | Concluído     | 1       | Concluído     | 1          |
| Junho - Julho | 1945 (relançamento)                             | Keiko Ichiguchi                  | Concluído     | 1       | Concluído     | 1          |
| Agosto        | Seven Days                                      | Venio Tachibana e Rihito Takarai | Concluído     | 2       | Concluído     | 2          |
| Setembro      | Stranger                                        | Hayate Kuku                      | Concluído     | 1       | Concluído     | 1          |
| Setembro      | Me Casei com uma Colega para calar os meus pais | Naoko Kodama                     | Concluído     | 1       | Concluído     | 1          |
| Setembro      | Diário da Minha Experiência Comigo Mesma        | Kabi Nagata                      | Concluído     | 2       | Concluído     | 2          |
| Outubro       | Sem Sorte para Amar                             | Ai Mizutani                      | Concluído     | 1       | Concluído     | 1 (orig.2) |
| Outubro       | Perfect World                                   | Rie Aruga                        | Em publicação | 10      | Concluído     | 12         |
| Novembro      | Professor Yukimura & Kei                        | Natsuki Kizu                     | Concluído     | 1       | Concluído     | 1          |
| Dezembro      | Gon                                             | Masashi Tanaka                   | Concluído     | 4       | Concluído     | 4          |
| Dezembro      | A Noite Além da Janela Triangular               | Tomoko Yamashita                 | Concluído     | 10      | Concluído     | 10         |
| Dezembro      | Sayonara, Futebol                               | Naoshi Arakawa                   | Concluído     | 2       | Concluído     | 2          |
| Dezembro      | Quero comer seu pâncreas                        | Yoru Sumino e Idumi Kihihara     | Concluído     | 2       | Concluído     | 2          |
| Dezembro      | Given Illustrations                             | Natsuki Kizu                     | Concluído     | 1       | Concluído     | 1          |

### 2023
| Mês lançado | Obra                                                                                | Autor                                       | Brasil        | Volumes | País Original | Volumes      |
| ----------- | ----------------------------------------------------------------------------------- | ------------------------------------------- | ------------- | ------- | ------------- | ------------ |
| Janeiro     | Ten Count                                                                           | Rihito Takanai                              | Concluído     | 6       | Concluído     | 6            |
| Janeiro     | Girl Friends                                                                        | Milk Morinaga                               | Concluído     | 5       | Concluído     | 5            |
| Janeiro     | Pirates!                                                                            | Yuri Landim                                 | Em publicação | 2       | Previsto      | 3            |
| Janeiro     | O Único Destino dos Vilões é a Morte (Quadrinho) ↳ Villains Are Destined to Die     | SUOL e Gwon Gyeoeul                         | Em publicação | 3       | Em publicação | 7            |
| Janeiro     | Clockwork Planet                                                                    | Yuu Kamiya, Sino, Kuro e Tsubaki Himana     | Em publicação | 2       | Concluído     | 10           |
| Março       | Sempre é Verão com Você                                                             | Nagisa Furuya                               | Concluído     | 1       | Concluído     | 1            |
| Abril       | Coelacanth – Conexões Profundas                                                     | Kayoko Shimotsuki                           | Concluído     | 2       | Concluído     | 2            |
| Abril       | Now Loading…!                                                                       | Mikan Uji                                   | Concluído     | 1       | Concluído     | 1            |
| Maio        | O Monstro Solitário e a Garota Cega                                                 | Neji                                        | Concluído     | 1       | Concluído     | 1            |
| Junho       | A Casa do Sol ↳ Taiyou no Ie                                                        | Taamo                                       | Em publicação | 6       | Concluído     | 13           |
| Junho       | Mais Força, Nakamura!! ↳ Motto Ganbare! Nakamura-kun!!                              | Syundei                                     | Concluído     | 1       | Concluído     | 1            |
| Junho       | Pela Última Vez                                                                     | Alec                                        | Concluído     | 1       | Concluído     | 1            |
| Julho       | Navillera - Como uma borboleta                                                      | Hun e Jimmy                                 | Em publicação | 3       | Concluído     | 5            |
| Julho       | The Beginning After the End                                                         | TurtleMe, Fuyuki23 e Tapas                  | Em publicação | 4       | Em publicação | 7            |
| Setembro    | A arca dos Canários ↳ Canaria-tachi no Fune                                         | Misaki Takamatsu                            | Concluído     | 1       | Concluído     | 1            |
| Outubro     | 5 Centímetros por Segundo - Edição Max (2 em 1) Relançamento                        | Makoto Shinkai e Yukito Seike               | Concluído     | 1       | Concluído     | 1 (orig.2)   |
| Outubro     | A Grande Invasão Mongol ↳ Choudouryoku Mouko Daishuurai                             | Shintaro Kago                               | Concluído     | 1       | Concluído     | 1            |
| Outubro     | Mushishi                                                                            | Yuki Urushibara                             | Concluído     | 5       | Concluído     | 5 (orig. 10) |
| Novembro    | A Magia de um Retornado Tem Que Ser Especial ↳ A Returner's Magic Should Be Special | Jeon Sun-wook (história) e Yu So-Nan (arte) | Em publicação | 1       | Em Publicação | 5            |
| Novembro    | Esquadrão Secreto Goranger ↳ Himitsu Sentai Goranger                                | SHOTARO ISHInoMORI                          | Concluído     | 1       | Concluído     | 1            |
| Novembro    | What Does The Fox Say?                                                              | Team Gaji                                   | Em publicação | 3       | Concluído     | 6            |
| Novembro    | A Magia Continua                                                                    | Kazuo Ogatsu                                | Concluído     | 1       | Concluído     | 1            |
| Dezembro    | Ashita no Joe                                                                       | Ikki Kajiwara e Tetsuya Chiba               | Em publicação | 5       | Concluído     | 20           |
| Dezembro    | Minha Experiência Lésbica com a Solidão (Nova Edição)                               | Kabi Nagata                                 | Concluído     | 1       | Concluído     | 1            |
| Dezembro    | Mo Dao Zu Shi (Quadrinho)                                                           | Mo Xiang Tong Xiu e Luo Di Cheng Qiu        | Em publicação | 3       | Em publicação | 13           |
| Dezembro    | Ouço os raios de luz ↳ Hidamari ga Kikoeru                                          | Fumino Yuki                                 | Concluído     | 1       | Concluído     | 1            |
| Dezembro    | Assassin's Creed: A Lâmina de Shao Jun                                              | Ubisoft e Minoji Kurata                     | Em publicação | 2       | Concluído     | 4            |

### 2024
| Mês lançado | Obra                                                                           | Autor                                  | Brasil        | Volumes | País Original | Volumes     |
| ----------- | ------------------------------------------------------------------------------ | -------------------------------------- | ------------- | ------- | ------------- | ----------- |
| Janeiro     | Come to Hand                                                                   | Sei                                    | Em publicação | 1       | Concluído     | 2           |
| Janeiro     | O Horizonte                                                                    | Jung Ji Hun                            | Concluído     | 3       | Concluído     | 3           |
| Janeiro     | O sonho de uma Apaixonada por livros [Parte 1] ↳ Honzuki no Gekokujou          | Miya Kazuki (história) e Suzuka (arte) | Concluído     | 3       | Concluído     | 3           |
| Fevereiro   | Assassin's Creed: Dynasty                                                      | Ubisoft, Xu Xian Zhe e Zhang Xiao      | Em publicação | 2       | Concluído     | 5           |
| Fevereiro   | Kimba - O Leão Branco (relançamento)                                           | Osamu Tezuka                           | Concluído     | 1       | Concluído     | 1 (orig. 3) |
| Março       | Dangerous Convenience Store                                                    | 945                                    | Em publicação | 3       | Concluído     | 6           |
| Março       | Hello, Melancholic!                                                            | Yayoi Oosawa                           | Concluído     | 3       | Concluído     | 3           |
| Abril       | Canção do Amanhecer ↳ Yoake no Uta/ Lullaby of the Dawn                        | Ichika Yuno                            | Em publicação | 3       | Em Publicação | 5           |
| Maio        | Um Sinal de Afeto ↳ Yubisaki to Renren/ A Sing of Affection                    | suu Morishita                          | Em publicação | 5       | Em publicação | 11          |
| Junho       | O cara que estou a fim não é um cara?! ↳ Ki ni Natteru Hito ga Otoko Janakatta | Sumiko Arai                            | Em publicação | 2       | Em Publicação | 3           |
| Junho       | Alec Apresenta                                                                 | Alec                                   | Concluído     | 1       | Concluído     | 1           |
| Junho       | Love So Pure                                                                   | Plan B                                 | Em publicação | 2       | Previsto      | 10          |
| Junho       | MADK                                                                           | Ryo Suzuri                             | Concluído     | 3       | Concluído     | 3           |
| Agosto      | Leve e Solto ↳ Tantan to Tanto                                                 | Noriko Kihara                          | Em publicação | 1       | Concluído     | 2           |
| Setembro    | Living with him ↳ Kare no Iru Seikatsu                                         | Toworu Miyata                          | Concluído     | 1       | Concluído     | 1           |
| Outubro     | Amor Imaturo ↳ Mikansei Demo Koi ga ii                                         | Yone Kurach                            | Concluído     | 3       | Concluído     | 3           |
| Outubro     | Meus Dias nas Vilas das Gaivotas ↳ Uminekosou Days                             | Naoko Kodama                           | Concluído     | 3       | Concluído     | 3           |
| Outubro     | Meu Vizinho Metaleiro ↳ Tonari no Metaller-san                                 | Mamita                                 | Concluído     | 1       | Concluído     | 1           |
| Novembro    | O Horizonte Além da Fábrica ↳ Koujou Yakei                                     | Rie Aruga                              | Concluído     | 1       | Concluído     | 1           |

### 2025
| Mês lançado | Obra                                                              | Autor               | Brasil        | Volumes     | País Original | Volumes      |
| ----------- | ----------------------------------------------------------------- | ------------------- | ------------- | ----------- | ------------- | ------------ |
| Janeiro     | Eu não sou nenhum Herói ↳ HERO nanka ja nai                       | Uikashi             | Concluído     | 1 (Digital) | Concluído     | 1            |
| Janeiro     | Menáge à trois: Morando com meus amantes ↳ 3P Lovers Shared House | Anji Seina          | Concluído     | 1 (Digital) | Concluído     | 1            |
| Janeiro     | Tocando a sua Noite ↳ Kimi no Yoru ni Fureru                      | Moyori Mori         | Concluído     | 1 (Digital) | Concluído     | 1            |
| Janeiro     | Saciando o Lobo ↳ Ookami o Karu Hibi                              | Troy Arukuno        | Concluído     | 1 (Digital) | Concluído     | 1            |
| Fevereiro   | Meu Ursinho Zangado ↳ Fukigen na Doudou                           | Toki Kouno          | Concluído     | 1           | Concluído     | 1            |
| Março       | Pássaros que cantam não podem voar ↳ Saezuru Tori Wa Habatakanai  | Kou Yoneda          | Em publicação | 2           | Em publicação | 9            |
| Março       | Meu Final Feliz ↳ Kimi e Musubu Happy End                         | Arinco              | Concluído     | 1           | Concluído     | 1            |
| Maio        | Kaikisen: Retorno ao Mar                                          | Satoshi Kon         | Concluído     | 1           | Concluído     | 1            |
| Maio        | Tocando a sua Noite ↳ Kimi no Yoru ni Fureru                      | Moyori Mori         | Concluído     | 1 (Físico)  | Concluído     | 1            |
| Junho       | King's Maker                                                      | Haga e Kang Jiyoung | Em publicação | 1           | Concluído     | 3            |
| Junho       | O Sabor de Melão ↳ Melon no Aji                                   | Etsuko              | Concluído     | 2           | Concluído     | 2            |
| Junho       | Sleeping Dead                                                     | Nemui Asada         | Concluído     | 2           | Concluído     | 2            |
| Julho       | Minha Fuga Alcoólica da Realidade                                 | Kabi Nagata         | Concluído     | 1           | Concluído     | 1            |
| Julho       | My Little Monster ↳ Tonari no Kaibutsu-kun!                       | Robico              | Em publicação | 1           | Concluído     | 7 (orig. 13) |
| Julho       | Quem é Marceline?                                                 | Alec                | Em publicação | 1           | Em publicação |              |
| Julho       | Suiiki: Território das Águas                                      | Yuki Urushibara     | Concluído     | 1           | Concluído     | 1 (orig. 2)  |
| Agosto      | Ouço os raios de luz: Teoria da Felicidade                        | Yuki Fumino         | Concluído     | 1           | Concluído     | 1            |

### Anúncios
| Mês lançado | Obra                                                                                        | Autor                                                | Brasil     | Volumes | País Original | Volumes     |
| ----------- | ------------------------------------------------------------------------------------------- | ---------------------------------------------------- | ---------- | ------- | ------------- | ----------- |
| Anunciado   | Aventuras da POP-chan                                                                       | Alec                                                 | Aguardando | --      | Previsto      | 1           |
| Anunciado   | Boku to Kimi no Taisetsu na Hanashi                                                         | Robico                                               | Aguardando | --      | Concluído     | 7           |
| Anunciado   | Category: Freaks                                                                            | Sakurako Gokurakuin                                  | Aguardando | --      | Concluído     | 2 (orig. 4) |
| Anunciado   | Corpse Party: Book of Shadows                                                               | Makoto Kedouin (Roteiro) Mika Orie (Arte)            | Aguardando | --      | Concluído     | 3           |
| Anunciado   | Crush of a Lifetime                                                                         | Jung Ha-rim e Kim Yeon-woo                           | Aguardando | --      | Concluído     | 6           |
| Anunciado   | Don Drácula (relançamento)                                                                  | Osamu Tezuka                                         | Aguardando | --      | Concluído     | 1 (orig. 3) |
| Anunciado   | Gagoze                                                                                      | Ahn Dongshik                                         | Aguardando | --      | Concluído     | 2 (orig. 5) |
| Anunciado   | Honnou Switch                                                                               | Kujira                                               | Aguardando | --      | Concluído     | 9           |
| Anunciado   | O Mestre da Morte Mandou ↳ Kamisama Iutoori                                                 | Akeji Fujimura e Muneyuki Kaneshiro                  | Aguardando | --      | Concluído     | 5           |
| Anunciado   | Me Apaixonei pela Vilã! (mangá) ↳ Watashi no Oshi wa Akuyaku Reijyo                         | Inori e Anoshimo                                     | Aguardando | --      | Em publicação | 10          |
| Anunciado   | My Girl                                                                                     | Mizu Sahara                                          | Aguardando | --      | Concluído     | 2 (orig. 5) |
| Setembro    | O íntimo de Mari ↳ Inside Mari; Boku wa Mari no Naka                                        | Shuzo Oshimi                                         | Aguardando | --      | Concluído     | 9           |
| Anunciado   | Bom dia, Bela Adormecida ↳ Ohayou, Ibarahime                                                | Megumi Morino                                        | Aguardando | --      | Concluído     | 6           |
| Anunciado   | Paranormal Panic!!                                                                          | Milena Zarate e Moaccyr K                            | Aguardando | --      | Previsto      | 3           |
| Dezembro    | Wet Sand                                                                                    | Doyak                                                | Aguardando | --      | Em Publicação | 5           |
| Anunciado   | Yamato 2199                                                                                 | Yoshinobu Nishizaki (Roteiro) Michio Murakawa (Arte) | Aguardando | --      | Parado        | 9           |
| Anunciado   | Punch Drunk Love                                                                            | Moscareto e OK Dong                                  | Aguardando | --      | Concluído     | 6           |
| Anunciado   | The New Employee                                                                            | Moscareto e Zec                                      | Aguardando | --      | Concluído     | 4           |
| Outubro     | Here U Are                                                                                  | D. Jun                                               | Aguardando | 4       | Previsto      | 4           |
| Novembro    | Sanctify                                                                                    | GODSSTATION                                          | Aguardando | 4       | Concluído     | 4           |
| Anunciado   | Eu Não Preciso de um Coração ↳ Heart Nante Iranai                                           | Tammy Hakoishi                                       | Aguardando | --      | Concluído     | 1           |
| Anunciado   | Nosso Segredo ↳ Ooyasan no Naishogoto                                                       | Ao Aoume                                             | Aguardando | --      | Concluído     | 1           |
| Anunciado   | Um Amor Não Correspondido ↳ Kanawanakkata koi no Tsuzuki wo                                 | Mitsuko Shimojo                                      | Aguardando | --      | Concluído     | 1           |
| Anunciado   | Itsukushimo,Sawo Shika no Koe                                                               | Haruyuki                                             | Aguardando | --      | Concluído     | 1           |
| Anunciado   | In the Apartment                                                                            | Etsuko                                               | Aguardando | --      | Concluído     | 1           |
| Anunciado   | A Garota da Noz                                                                             | Lucas Paixão                                         | Aguardando | --      | Concluído     | 2           |
| Outubro     | Dororo - Edição Histórica                                                                   | Osamu Tezuka                                         | Aguardando | --      | Concluído     | 2 (orig. 4) |
| Anunciado   | Metrópolis - Edição Histórica                                                               | Osamu Tezuka                                         | Aguardando | --      | Concluído     | 1           |
| Anunciado   | Memórias de Emanon ↳ Omoide Emanon                                                          | Shinji Kajio e Kenji Tsuruta                         | Aguardando | --      | Concluído     | 1           |
| Anunciado   | Um Gay de 30 anos - Meus dias lutando contra a aceitação ↳ Misoji Gay, Tatanaku Narimashita | Kazuki Minamoto                                      | Aguardando | --      | Concluído     | 1           |
| Anunciado   | Avant-Garde Yumeko                                                                          | Shuzo Oshimi                                         | Aguardando | 1       | Concluído     | 1           |
| Anunciado   | Minha Existência de Guerreira Errante                                                       | Kabi Nagata                                          | Aguardando | 1       | Concluído     | 1           |
| Outubro     | Fuja Comigo, Garota! ↳ Kakeochi Girl                                                        | Battan                                               | Aguardando | 3       | Concluído     | 3           |
| Novembro    | A Hora da Seriedade ↳ Majime na Jikan                                                       | Yukiko Seike                                         | Aguardando | 2       | Concluído     | 2           |
| Anunciado   | Link Click                                                                                  |                                                      | Aguardando | --      | Em publicação | 8           |
| Anunciado   | Maldição!!!                                                                                 | Cora Ronron                                          | Aguardando | 3       | Concluído     | 3           |
| Setembro    | Lion Hearts                                                                                 | Ori Mita                                             | Aguardando | 1       | Concluído     | 1           |
| Novembro    | A Nossa Refeição ↳ Bokura no Shokutaku                                                      | Ori Mita                                             | Aguardando | 1       | Concluído     | 1           |
| Outubro     | Afterglow                                                                                   | Wagimoko Wagase                                      | Aguardando | 1       | Concluído     | 1           |
| Dezembro    | A Canção de Yoru e Asa ↳ Yoru to Asa no Uta                                                 | Harada                                               | Aguardando | 1       | Concluído     | 1           |
| Janeiro/26  | One Room Angel                                                                              | Harada                                               | Aguardando | 1       | Concluído     | 1           |

## Light Novelse semelhantes
Livros e livros tipo light novel que fazem parte do universo de mangá, anime, otaku, etc.
| Ano  | Mês lançado  | Obra | Autor                                                                       | Brasil        | Volumes | País Original | Volumes      |
| ---- | ------------ | --- | --------------------------------------------------------------------------- | ------------- | ------- | ------------- | ------------ |
| 2010 | Outubro      | Gravitation RED | Maki Murakami e Renon Jun                                                   | Concluído     | 1       | Concluído     | 1            |
| 2010 | Outubro      | Tarot Café (A Caçada Selvagem)                                                                                         | Sang-Sun Park e Chandra Rooney                                              | Concluído     | 1       | Concluído     | 1            |
| 2010 | Dezembro     | Gravitation BLUE | Maki Murakami e Renon Jun                                                   | Concluído     | 1       | Concluído     | 1            |
| 2012 | Julho        | Shinjuku | mink e Yoshitaka Amano                                                      | Concluído     | 1       | Concluído     | 1            |
| 2012 | Outubro      | Umbrella Conspiracy ↳ Resident Evil: A Conspiração da Umbrella                                                         | S. D. Perry e Capcom                                                        | Concluído     | 1       | Concluído     | 1            |
| 2013 | Julho        | 1 Litre no Namida ↳ 1 Litro de Lágrimas – O Diário de Aya                                                              | Aya Kitou                                                                   | Concluído     | 1       | Concluído     | 1            |
| 2013 | Novembro     | Kakyou no Chikyuu Seifuku Nikki ↳ Kakyou e Seu Diário de Conquista da Terra                                            | CLAMP                                                                       | Concluído     | 1       | Concluído     | 1            |
| 2013 | Novembro     | Soel & Larg (As Aventuras de Mokona Modoki)                                                                            | CLAMP                                                                       | Concluído     | 1       | Concluído     | 1            |
| 2014 | Julho        | Puella Magi Madoka Magica: The Novel                                                                                   | Hajime Ninomae/Nitroplus                                                    | Concluído     | 1       | Concluído     | 1 (orig. 2)  |
| 2015 | Janeiro      | No Game No Life (Light Novel)                                                                                          | Yū Kamiya                                                                   | Em Publicação | 11      | Em publicação | 12           |
| 2015 | Julho        | No.6 | Atsuko Asano                                                                | Parado        | 5       | Concluído     | 9            |
| 2015 | Agosto       | K - Side: Blue (Light Novel)                                                                                           | Hideyuki Furuhashi (Roteiro) Shingo Suzuki (Arte)                           | Concluído     | 1       | Concluído     | 1            |
| 2015 | Dezembro     | Fate/Zero (Light Novel)                                                                                                | Kinoko Nasu (Roteiro) Gen Urobuchi (Roteiro) Takashi Takeuchi (Arte)        | Concluído     | 6       | Concluído     | 6            |
| 2016 | Julho        | Log Horizon (Light Novel)                                                                                              | Mamare Touno (Roteiro) Kazuhiro Hara (Arte)                                 | Em Publicação | 8       | Em publicação | 11           |
| 2017 | Outubro      | Re:Zero Kara Hajimeru Isekai Seikatsu (Light Novel) ↳ Re:Zero – Começando uma Vida em Outro Mundo                      | Tappei Nagatsuki (Roteiro) Shinichirou Otsuka (Arte)                        | Em Publicação | 27      | Em publicação | 39           |
| 2018 | Julho        | No Game No Life: Practical War Game (Light Novel)                                                                      | Yuu Kamiya                                                                  | Concluído     | 1       | Concluído     | 1            |
| 2018 | Julho        | Toradora! (Light Novel)                                                                                                | Yuyuko Takemiya (Roteiro) Yasu (Arte)                                       | Concluído     | 10      | Concluído     | 10           |
| 2019 | Abril        | Morte (Light Novel) | Keika Hanada (Roteiro) Yone Kazuki (Arte)                                   | Concluído     | 3       | Concluído     | 3            |
| 2019 | Abril        | Shakugan no Shana (Light Novel)                                                                                        | Yashichiro Takahashi (Roteiro) Noizi itou (Arte)                            | Parado        | 3       | Concluído     | 22 + 4       |
| 2019 | Setembro     | Lu Over The Wall | Masaaki Yuasa (Roteiro) Senya Mihagi (Arte)                                 | Concluído     | 1       | Concluído     | 1            |
| 2019 | Setembro     | Hirune Hime: Shiranai Watashi no Monogatari ↳ Napping Princess                                                         | Kenji Kamiyama                                                              | Concluído     | 1       | Concluído     | 1            |
| 2021 | Março        | Solo Leveling (Light Novel)                                                                                            | Chu-Gong                                                                    | Cancelado     | 3       | Concluído     | 8 (orig. 14) |
| 2021 | Maio         | Crônicas das Guerras de Lodoss (Light Novel)                                                                           | Ryo Mizuno (Roteiro) Hitoshi Yasuda                                         | Concluído     | 7       | Concluído     | 7            |
| 2021 | Julho        | Fireworks: Luzes vistas de Lado                                                                                        | Iwai Shunji                                                                 | Concluído     | 1       | Concluído     | 1            |
| 2021 | Setembro     | Watashi no Oshi wa Akuyaku Reijou. (Light Novel) ↳ Me Apaixonei pela Vilã!                                             | Inori (Roteiro) HAnagata (Arte)                                             | Concluído     | 5       | Concluído     | 5            |
| 2022 | Abril - Maio | Mo Dao Zu Shi | Mo Xiang Tong Xiu                                                           | Concluído     | 5       | Concluído     | 4 + 1 esp.   |
| 2022 | Novembro     | Quero Comer Seu Pâncreas (Light Novel) ↳ Kimi no Suizou wo Tabetai                                                     | Yoru Sumino                                                                 | Concluído     | 1       | Concluído     | 1            |
| 2023 | Março        | Re:Zero EX – Começando uma vida em outro mundo                                                                         | Tappei Nagatsuki, Shinichirou Ootsuka, Media Factory, Kadokawa e MF Bunko J | Em publicação | 2       | Em publicação | 6            |
| 2023 | Maio         | Semantic Error | J.Soori                                                                     | Concluído     | 2       | Concluído     | 2            |
| 2023 | Julho        | Um Conto de Mil Estrelas ↳ A Tale of Thousand Stars                                                                    | Bacteria                                                                    | Concluído     | 2       | Concluído     | 2            |
| 2023 | Setembro     | Pétalas de Akayama | Bex Stupello & Thai Hossmann                                                | Em publicação | 2       | Em publicação | 6            |
| 2023 | Outubro      | O Único Destino dos Vilões é a Morte (Light Novel) ↳ Villains Are Destined to Die                                      | Kwon Gyeoeul                                                                | Concluído     | 5       | Concluído     | 5            |
| 2023 | Novembro     | We Best Love | Yu Chenhuan e Lin Peiyu                                                     | Concluído     | 2       | Concluído     | 2            |
| 2024 | Julho        | Como se fosse Fanfic                                                                                                   | Victoria Mendes                                                             | Concluído     | 1       | Concluído     | 1            |
| 2025 | Fevereiro    | Meu Sangue & Ossos em uma Galáxia Fluida ↳ Kudakechiru Tokoro o Misete Ageru                                           | Yuyuko Takemiya                                                             | Concluído     | 1       | Concluído     | 1            |
| 2025 | Abril        | A Estratégia do Imperador (Light Novel) ↳ Di Wang Gong Lue                                                             | Yu Xiao Lan Shan                                                            | Em publicação | 2       | Concluído     | 4            |
| 2025 | Maio         | O Sistema de Autopreservação do Vilão Desprezível ↳ Ren Zha Fanpai Zijiu Xitong/ The Scum Villain’s Self-Saving System | Mo Xiang Tong Xiu                                                           | Em publicação | 1       | Concluído     | 4            |
| 2025 | Junho        | GAP: A Teoria Rosa ↳ GAP: The Series                                                                                   | Chaoplanoy                                                                  | Concluído     | 1       | Concluído     | 1            |

### Anúncios
| Mês lançado | Obra                                                                                              | Autor                                           | Brasil     | Volumes | País Original | Volumes    |
| ----------- | ------------------------------------------------------------------------------------------------- | ----------------------------------------------- | ---------- | ------- | ------------- | ---------- |
| Anunciado   | 2gether                                                                                           | JittiRain                                       | Aguardando | --      | Concluído     | 2 + 1 esp. |
| Anunciado   | A Magia de um Retornado Tem Que Ser Especial (Light Novel) ↳ A Returner's Magic Should Be Special | Jeon Sun-wook                                   | Aguardando | --      | Concluído     | 8          |
| Anunciado   | O Sonho de Uma Apaixonada Por Livros - Parte 1 (Light Novel) ↳ Honzuki no Gekokujou               | Miya Kazuki                                     | Aguardando | --      | Concluído     | 3          |
| Anunciado   | Seizing Dreams                                                                                    | Fei Tian Ye Xiang                               | Aguardando | --      | Concluído     | 5          |
| Anunciado   | Zero no Tsukaima (Light Novel)                                                                    | Noboru Yamaguchi (Roteiro) Eiji Usatsuka (Arte) | Aguardando | --      | Concluído     | 22         |
| Outubro     | Heaven Official's Blessing ↳ Tian Guan Ci Fu                                                      | Mo Xiang Tong Xiu                               | Aguardando | 8       | Concluído     | 8          |
| Anunciado   | Stars of Chaos ↳ Sha Po Lang                                                                      | Priest                                          | Aguardando | --      | Concluído     | -          |
| Anunciado   | Guardian ↳ Zhen Hun                                                                               | Priest                                          | Aguardando | --      | Concluído     | 3          |

## Comics e Graphic Novels
Apesar do foco na cultura oriental, a NewPOP também trabalha com títulos americanos.
| Ano  | Mês lançado | Nome                                                      | Autor                                                                                   | Volumes/Status BR | Vol./Status Origem | Observações                                                          |
| ---- | ----------- | --------------------------------------------------------- | --------------------------------------------------------------------------------------- | ----------------- | ------------------ | -------------------------------------------------------------------- |
| 2009 | Outubro     | Os Caça Fantasmas                                         | Nathan Johnson Matt Yamashita Chrssy Delk Maximo V. Lorenzo Michael Shelfer Nate Watson | 1 (Concluído)     | 1 (Concluído)      | Baseado na série "Ghostbusters".                                     |
| 2010 | Março       | CSI: Investigação Criminal – Estágio de Risco             | Sekou Hamilton Steven Cummings                                                          | 1 (Concluído)     | 1 (Concluído)      | Baseado na série: "CSI: Investigação Criminal".                      |
| 2010 | Julho       | Warcraft: Death Knight                                    | Dan Jolley Rocio Zucchi                                                                 | 1 (Concluído)     | 1 (Concluído)      | Baseado no jogo "World of Warcraft".                                 |
| 2010 | Outubro     | Supernatural: Origem                                      | Peter Johnson Matthew Dow Smith Tim Sale                                                | 1 (Concluído)     | 1 (Concluído)      | Baseado na série televisiva "Supernatural".                          |
| 2011 | Abril       | Supernatural: Ascensão                                    | Peter Johnson Rebecca Dessertine Diego Olmos                                            | 1 (Concluído)     | 1 (Concluído)      | Baseado na série televisiva "Supernatural".                          |
| 2012 | Julho       | Cidade da Neblina                                         | Andersen Gabrych Brad Rader                                                             | 1 (Concluído)     | 1 (Concluído)      | Título original: Vertigo Crime – Fogtown                             |
| 2012 | Julho       | Morte no Bronx                                            | Peter Milligan James Romberger                                                          | 1 (Concluído)     | 1 (Concluído)      | Título original: Vertigo Crime – The Bronx Kill                      |
| 2012 | Julho       | É um pássaro...                                           | Steven T. Seagle Teddy Kristiansen                                                      | 1 (Concluído)     | 1 (Concluído)      | Vertigo                                                              |
| 2012 | Setembro    | Calafrio                                                  | Jason Starr Mick Bertilorenzi                                                           | 1 (Concluído)     | 1 (Concluído)      | Título original: Vertigo Crime – The Chill                           |
| 2012 | Setembro    | O Executor                                                | Jon Evans Andea Mutti                                                                   | 1 (Concluído)     | 1 (Concluído)      | Título original: Vertigo Crime – The Executor                        |
| 2012 | Outubro     | Cenas Marcantes                                           | Dave McKean                                                                             | 1 (Concluído)     | 1 (Concluído)      | Título original: Pictures That Tick                                  |
| 2012 | Outubro     | Dong Xoai, Vietnã 1065                                    | Joe Kubert                                                                              | 1 (Concluído)     | 1 (Concluído)      |                                                                      |
| 2012 | Outubro     | Minha Madrinha Bruxa                                      | Jill Thompson                                                                           | 1 (Concluído)     | 1 (Concluído)      | Título original: Scary Godmother                                     |
| 2012 | Outubro     | A Rica Indecente                                          | Brian Azzarello Victor Santos                                                           | 1 (Concluído)     | 1 (Concluído)      | Título original: Vertigo Crime – Filthy Rich                         |
| 2012 | Outubro     | Área 10                                                   | Christos N. Gage Chris Samnee                                                           | 1 (Concluído)     | 1 (Concluído)      | Título original: Vertigo Crime – Area 10                             |
| 2013 | Julho       | Eu Mato Gigantes                                          | Joe Kelly e J. M. Ken Niimura                                                           | 1 (Concluído)     | 1 (Concluído)      | Título original: I kill giants                                       |
| 2013 | Outubro     | Hush Hush                                                 | Becca Fitzpatrick                                                                       | 1 (Concluído)     | 1 (Cancelado)      | Baseado no livro de mesmo nome (no Brasil, Sussurro)                 |
| 2014 | Julho       | Metal Gear Solid                                          | Kris Oprisko (roteiro) Ashley Wood (arte)                                               | 1 (Concluído)     | 1 (Concluído)      | Baseado na franquia de games de mesmo nome.                          |
| 2014 | Dezembro    | Metal Gear Solid – Sons of Liberty                        | Alex Garner (roteiro) Ashley Wood (arte)                                                | 1 (Concluído)     | 1 (Concluído)      | Baseado na franquia de games de mesmo nome.                          |
| 2016 | Dezembro    | The Last of Us                                            | Neil Druckmann (Roteiro) Faith Erin Hicks (Arte)                                        | 1 (Concluído)     | 1 (Concluído)      | Baseado na franquia de games de mesmo nome.                          |
| 2017 | Dezembro    | Tomb Raider                                               | Gail Simone e Rhianna Pratchett                                                         | 1 (Pausado)       | 3 (Concluído)      | Baseado na franquia de games de mesmo nome.                          |
| 2025 | Maio        | Saint Seiya (Os Cavaleiros do Zodíaco): Odisseia do Tempo | Jérôme Alquié, Arnaud Dollen, Masami Kurumada                                           | 2                 | 5 (Concluído)      | Spinoff de Cavaleiros do Zodíaco, baseado na obra de Masami Kurumada |
| 2025 | Junho       | Nós                                                       | Sara Soler                                                                              | 1 (Concluído)     | 1 (Concluído)      | Titulo original: Us                                                  |

## Artbooks, Guidebooks e semelhantes
| Ano  | Mês lançado | Nome                                                               | Autor                                                 | Volumes/Status BR | Vol./Status Origem | Observações                                                      |
| ---- | ----------- | ------------------------------------------------------------------ | ----------------------------------------------------- | ----------------- | ------------------ | ---------------------------------------------------------------- |
| 2019 | Novembro    | Re:Zero – Shinichirou Otsuka Art Works Re:BOX                      | Tappei Nagatsuki (História) Shinichirou Otsuka (Arte) | 1 (Pausado)       | 2 (Pausado)        | Artbook de Re:Zero Cada caixa possui um artbook e livros extras. |
| 2022 | Dezembro    | Given Illustrations                                                | Natsuki Kizu                                          | 1 (Concluído)     | 1 (Concluído)      | Artbook de Given                                                 |
| 2025 | Junho       | Os Indomáveis: Artbook Oficial ↳ The Untamed: The Official Artbook | Yang Xia                                              | 1 (Concluído)     | 1 (Concluído)      | Artbook de Os Indomáveis                                         |
| -    | Anunciado   | Re:Zeropédia                                                       |                                                       | Aguardando        | 1 (Concluído)      | Guidebook de Re:Zero                                             |